# Pingpongdiplomati
Pingpongdiplomati (kinesiska: 乒乓外交 Pīngpāng wàijiāo) syftar på utbytet av bordtennisspelare mellan USA och Folkrepubliken Kina i början av 1970-talet (1971-1972). Bordtennis var vid denna tid en av få idrottsgrenar där Folkrepubliken Kina nådde större internationella framgångar. Detta led i mer avslappnade relationer mellan länderna ledde fram till att USA:s president Richard Nixons besök i Kina 1972 och slutligen till att diplomatiska förbindelser upptogs fullt ut 1979.

### Fotnoter
1. ↑  Ola Wong (24 augusti 2008). ”Pingpongdiplomatin öppnade dörren mellan USA och Kina”. Svenska dagbladet. http://www.svd.se/pingpongdiplomatin-oppnade-dorren-mellan-usa-och-kina. Läst 11 februari 2016.